# Іванов Іван Федорович
Іва́н Фе́дорович Івано́в (нар. 28 травня 1924 — пом. 9 листопада 1950) — радянський офіцер, повний кавалер ордена Слави, в роки радянсько-німецької війни командир мінометного відділення 975-го стрілецького полку (270-а стрілецька дивізія, 6-а гвардійська армія, 2-й Прибалтійський фронт), старший сержант.

## Біографія
Народився 28 травня 1924 року в селі Стецівка (нині Чигиринського району Черкаської області) в сім'ї селянина. Росіянин. З 1925 року жив у селі Ромни (нині Табунського району Алтайського краю). Закінчив 7 класів, навчався в педучилищі.
У липні 1942 року був призваний в Червону Армію Кулундинським райвійськкоматом. На фронт потрапив тільки в липні 1944 року. У тому ж році був прийнятий у ВКП(б). Воював на 2-му Прибалтійському фронті, брав участь у боях за відвоювання Прибалтики.
24 серпня 1944 року при відбитті контратак біля містечка Кроуляй (Литва) сержант Іванов вогнем з міномета вразив дві обслуги протитанкових рушниць, кулемет і групу піхотинців ворога.
Наказом від 31 серпня 1944 року сержант Іванов Іван Федорович нагороджений орденом Слави 3-го ступеня (N282140).
5 жовтня 1944 року в боях при прориві оборони противника біля населеного пункту Грибишки (за 35 км на північний захід від міста Шяуляй, Литва) старший сержант Іванов замінив пораненого навідника, влучним вогнем вивів з ладу два кулемети і до взводу ворожих солдатів. Був представлений до нагородження орденом Слави 2-го ступеня.
Через кілька днів, вже в боях на території Латвії, мінометник знову відзначився. 16—17 жовтня 1944 року при прориві оборони противника поблизу населеного пункту Кареті (східніше міста Прієкуле, Латвія) мінометна обслуга під командуванням Іванова придушила два кулемети, винищила близько взводу фашистських солдатів.
Наказом від 19 жовтня 1944 року старший сержант Іванов Іван Федорович нагороджений орденом Слави 2-го ступеня (N7464).
Указом Президії Верховної Ради СРСР від 24 березня 1945 року за виняткову мужність, відвагу і безстрашність, виявлені на заключному етапі війни в боях з гітлерівськими загарбниками гвардії старшина Іванов Іван Федорович нагороджений орденом Слави 1-го ступеня (N36). Став повним кавалером ордена Слави.
Після війни залишився в армії. Став офіцером. У 1947 році молодший лейтенант Іванов був демобілізований. Повернувся на Алтай. Жив у селі Ромни Табунського району Алтайського краю. Працював помічником голови Новокиївської кооперації.
Трагічно загинув 9 листопада 1950 року.

## Нагороди, пам'ять
Нагороджений орденами Слави 3-х ступенів, медалями.
У місцевому меморіалі на Алеї Героїв встановлено його бюст. Ім'я увічнене на Меморіалі Слави в м. Барнаулі.
І. Ф. Іванов — почесний громадянин міста Знам'янки Кіровоградської області.